# Hockey Club Excelsior Pola 1922
Questa pagina raccoglie le informazioni riguardanti l'Hockey Club Excelsior Pola nelle competizioni ufficiali della stagione 1922.

## Rosa
| N° | Naz.              | Ruolo | Sportivo          |  |  |  |
| -- | ----------------- | ----- | ----------------- |  |  |  |
|    | Italia (bandiera) | P     | Nicolò Sodomaco   |  |  |  |
|    | Italia (bandiera) | E     | Angelo Fabbro     |  |  |  |
|    | Italia (bandiera) | E     | Ludovico Maresch  |  |  |  |
|    | Italia (bandiera) | E     | Alfredo Mauro     |  |  |  |
|    | Italia (bandiera) | E     | Ermanno Paulin    |  |  |  |
|    | Italia (bandiera) | E     | Olimpio Policardi |  |  |  |
|    | Italia (bandiera) | E     | Gianni Reiss      |  |  |  |
|    | Italia (bandiera) | E     | Stefano Staffetta |  |  |  |

## Risultati

### Campionato italiano
| Milano 23 aprile 1922 1ª giornata | Veloce Club | 0 – 3 | Excelsior Pola | Pista di Corso Sempione |

| Milano 24 aprile 1922 2ª giornata | Sempione | 1 – 7 | Excelsior Pola | Pista di Corso Sempione |

| Milano 25 aprile 1922 3ª giornata | Excelsior Pola | 3 – 0 | Triestina | Pista di Corso Sempione |

### Libri
- Paolo Virdi, Hockey pista, un grande romanzo - Da Pola 1922, un secolo di storia a rotelle, Lodi, Linee Infinite Edizioni, aprile 2018,  pp. 17-23.